# Клакі
Клакі (пол. Kłaki) — село в Польщі, у гміні Дробін Плоцького повіту Мазовецького воєводства.
Населення — 83 особи (2011).
У 1975-1998 роках село належало до Плоцького воєводства.

## Демографія
Демографічна структура станом на 31 березня 2011 року:
|          | Загалом | Допрацездатний вік | Працездатний вік | Постпрацездатний вік |
| -------- | ------- | ------------------ | ---------------- | -------------------- |
| Чоловіки | 46      | 11                 | 29               | 6                    |
| Жінки    | 37      | 8                  | 23               | 6                    |
| Разом    | 83      | 19                 | 52               | 12                   |